# 22e cérémonie des Chicago Film Critics Association Awards
La 22e cérémonie des Chicago Film Critics Association Awards, décernés par la Chicago Film Critics Association, a eu lieu le 21 décembre 2009, et a récompensé les films réalisés dans l'année.

## Palmarès

### Meilleur film
- Démineurs (The Hurt Locker)

### Meilleur réalisateur
- Kathryn Bigelow pour Démineurs (The Hurt Locker)

### Meilleur acteur
- Jeremy Renner pour le rôle du sergent William James dans Démineurs (The Hurt Locker)

### Meilleure actrice
- Carey Mulligan pour le rôle de Jenny dans Une éducation (An Education)

### Meilleur acteur dans un second rôle
- Christoph Waltz pour le rôle du colonel Hans Landa dans Inglourious Basterds
  - Stanley Tucci pour le rôle George Harvey, l'assassin dans Lovely Bones The Lovely Bones

### Meilleure actrice dans un second rôle
- Mo'Nique pour le rôle de Mary Lee Johnston dans Precious

### Acteur le plus prometteur
- Carey Mulligan pour le rôle de Jenny dans Une éducation (An Education)

### Réalisateur le plus prometteur
- Neill Blomkamp – District 9

### Meilleur scénario original
- Démineurs (The Hurt Locker) – Mark Boal

### Meilleur scénario adapté
- In the Air (Up in the Air) – Jason Reitman et Sheldon Turner

### Meilleure photographie
- Démineurs (The Hurt Locker) – Barry Ackroyd

### Meilleure musique de film
- Là-haut (Up) – Michael Giacchino

### Meilleur film en langue étrangère
- Le Ruban blanc (Die Weiße Band) •  Allemagne

### Meilleur film d'animation
- Là-haut (Up)

### Meilleur film documentaire
- Anvil ! (Anvil! The Story of Anvil)